# Pirosmani
 Pirosmani  (en georgià ფიროსმანი, rus: Пиросмани) és una pel·lícula soviètica, dirigida el 1969 per Guiorgui Xenguelaia. Ha estat doblada al català.

## Argument
Final del segle xix. Després d'haver distribuït els seus magres béns als miseriosos, el pintor naïf georgià Niko Pirosmanichvili (1862-1918) erra pels carrers de Tbilisi, trocant el seu talent pel premi d'un àpat. En els seus quadres es fixen dos artistes de pas que organitzen una exposició de les seves obres. Però la crítica oficial els fa mala cara o se'n burla. Només molt rars coneixedors hauran detectat el seu geni. Pirosmani mor en la indigència i molt incomprès.

## Repartiment
- Avtandil Varazi: Pirosmani
- Davit Abachidzé: Chavua
- Zurab Kapianidzé: Uchangi
- Teimuraz Beridzé
- Boris Cipuria
- Chota Dauchvili

## Al voltant de la pel·lícula
| « | Més poètica que estrictament biogràfica, aquesta evocació intenta de crear una constant circulació d'imatges entre la realitat - la vida quotidiana a Tbilissi al final del segle xix - i la visió interior (...) del pintor Niko Pirosmani, que es banya en aquesta realitat sense voler prendre'n cap distància | » |

 Guiorgui Xenguelaia es prohibeix, de fet, d'elaborar un guió novel·lesc de forma lineal tractant de la vida i de l'obra de l'artista georgià.
Ha intentat més aviat, amb èxit, recrear-ne l'esperit i l'atmosfera. 
| « | Cada seqüència de la seva pel·lícula és una mena de quadre, de cèl·lula narrativa les intencions de la qual són tan clares i tan precises que pensem en curtes faules que ens parlarien successivament de les relacions de l'artista amb la societat del seu temps, de les seves aspiracions sempre decebudes, de les seves febleses, de les seves certeses orgulloses. | » |

Guiorgui Xenguelaia aplica, a més a més, l'estil naïf a la pantalla: 
| « | seqüències molt descriptives, perspectiva aixafada, ús dels colors, riquesa de l'evocació sota un aparent simplisme. L'univers de la pel·lícula i l'univers pictòric de l'artista es superposen. | » |

Jacques Lourcelles ret homenatge a la rara délicatesse d'una pel·lícula 
| « | on s'exalta la recerca d'una llibertat creadora (...), les condicions i les exigències d'aquesta llibertat, que el consagren a la fugida, al vagareig, a la marginació, perquè detesta "portar l'argolla", encara que sigui la de l'admiració de la bona societat, de l'ordre i de l'art establert... | » |

## Premis i nominacions

### Premis
- 1973: Sutherland Trophy al Festival de Cinema de Londres
- 1974: Gold Hugo al Festival Internacional de Cinema de Chicago